# Christian Harbulot

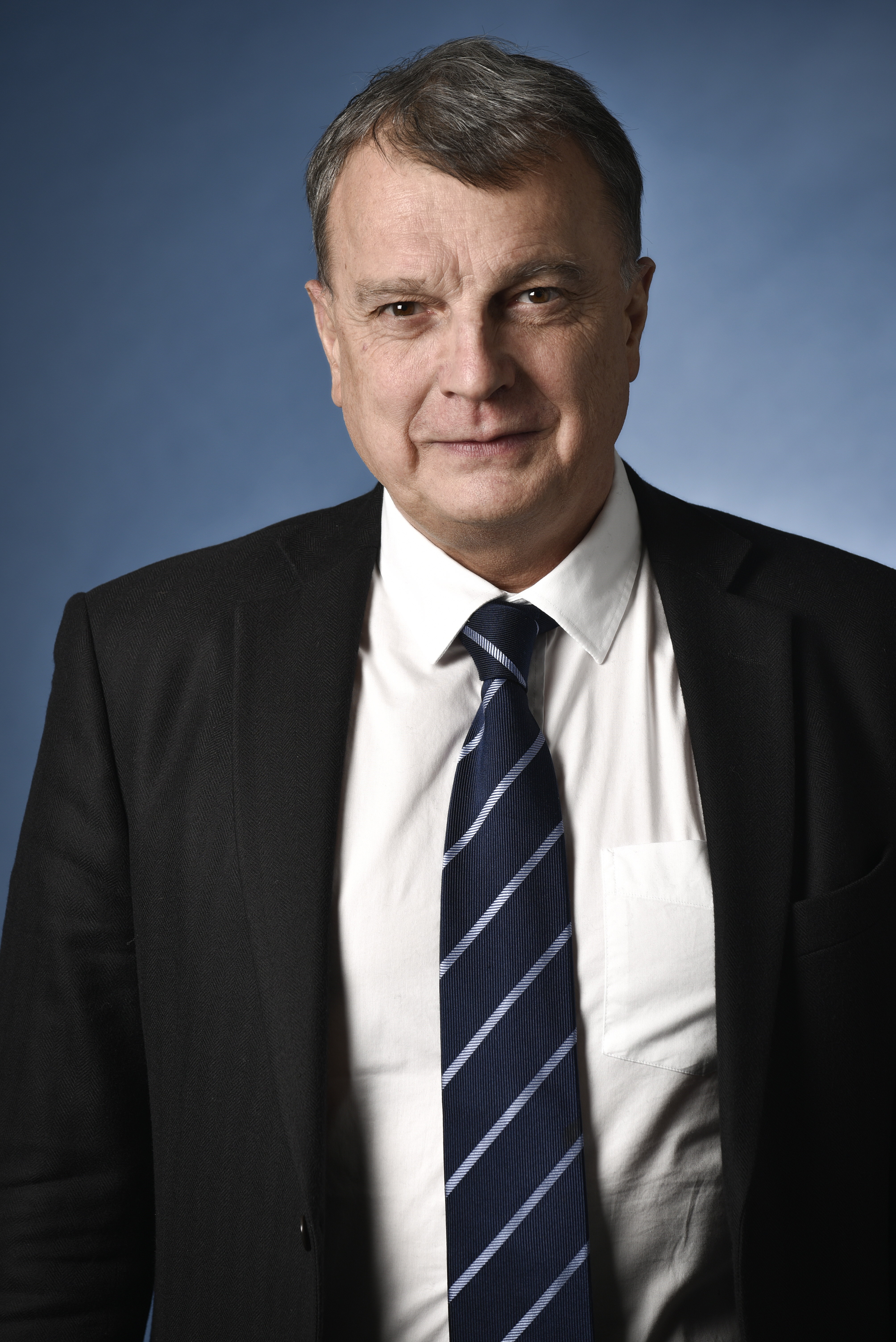
Christian Harbulot, 2016

Christian Harbulot (* 19. Dezember 1952 in Verdun) ist ein französischer Historiker und Wirtschaftsberater. Harbulot ist der Direktor des École de guerre économique, einer Hochschule, die sich vorwiegend mit Wirtschaftskriegen beschäftigt.

## Biografie
Harbulot studierte am Institut d’études politiques in Paris Geschichte. In dieser Zeit beschäftigte er sich vorwiegend mit dem Vergleich von politischen Systemen. Politisch stand er dem Maoismus nahe. Im Zuge der Aufklärung des Mordes an Jean-Antoine Tramoni, der 1972 den Maoisten Pierre Overney erschossen hatte, musste er aufgrund seiner Nähe zu den maoistischen Gruppen 1978 einige Zeit in Untersuchungshaft verbringen. Eine Beteiligung an dem Verbrechen konnte nicht nachgewiesen werden.
Im Jahre 1990 wurde Harbulot Leiter des l'ADITECH (société nationale d'intelligence stratégique) einem Institut, das sich vorwiegend mit den wirtschaftlichen Außenbeziehungen beschäftigt. Édith Cresson wurde auf die Veröffentlichungen von Harbulot aufmerksam. So wurde Harbulot Berater von Henri Martre für strategische Planung.
Seit 1997 leitet Harbulot mit General Pichot-Duclos das École de guerre économique. 2008 wurde er zum Oberleutnant der Reserve der französischen Armee ernannt.

## Positionen
Harbulot vertritt die These, dass die USA als "mächtigstes Informationsimperium aller Zeiten" mit Hilfe von Informationstechnologie eine weltweite Dominanz anstrebt. Aber auch die Volksrepublik China würde durch seine Politik die europäischen Staaten gefährden. Harbulot warnt, dass die europäischen Staaten aufgrund dieser Entwicklungen verarmen könnten.

## Veröffentlichungen
- Il nous faut des espions, 1990, unter dem Pseudonym Marc Ehlias.
- La machine de guerre économique, Economica, Oktober 1992.
- La France doit dire non, Plon, März 1999 (mit Général Pichot-Duclos).
- La guerre cognitive, Lavauzelle, Mai 2002 (mit Didier Lucas).
- La main invisible des puissances, Ellipses, Juni 2005.
- Les chemins de la puissance, Éditions Tatamis, 2007 (Herausgeber: Didier Lucas).